# Peruanisches Heer
Das Peruanische Heer (Ejército del Perú) ist Teil der peruanischen Streitkräfte. In ihm dienten 2021 rund 47.500 Soldaten.
Es ist die Landabteilung der Streitkräfte, die für den Schutz der Unabhängigkeit, Souveränität und Integrität des peruanischen Staatsgebietes durch militärische Gewalt zuständig ist. Das Heer feiert am 9. Dezember den Jahrestag der Schlacht bei Ayacucho (1824).
Das Wappen des peruanischen Heeres stellt ein Schwert dar, welches aufwärts auf die Sonne zeigt und von einem Lorbeerkranz umgeben ist. Im Bereich des Knaufs ist der Spruch „HASTA QUEMAR EL ULTIMO CARTUCHO“ (bis dass die letzte Patrone verfeuert ist) zu lesen. Das Wappen ist auch auf der dunkelgrünen Flagge des peruanischen Heeres abgebildet.
Das peruanische Heer unterhält mit der 1a Brigada de Fuerzas Especiales, 3a Brigada de Fuerzas Especiales und der Sexta Brigada de Fuerzas Especiales drei Spezialeinheiten auf der Ebene der Brigade.

## Mission
- Organisieren und bereiten sie die Streitkräfte vor, um interne und externe Bedrohungen abzuwehren und so Peru vor aggressionen zu schützen, die seine Unabhängigkeit, Souveränität und territoriale Integrität bedrohen.[3]
- Übernehmen sie die kontrolle über die innere ordnung gemäß der Politischen Verfassung von Peru.[4]
- Zusammenarbeit im Zivilschutz und in der sozioökonomischen Entwicklung des Landes sowie in den friedenstruppen der Vereinten Nationen.[5]

## Ausrüstung
Zur Erfüllung seiner Aufgaben verfügt das peruanische Heer 2021 unter anderem über:

### Fahrzeuge

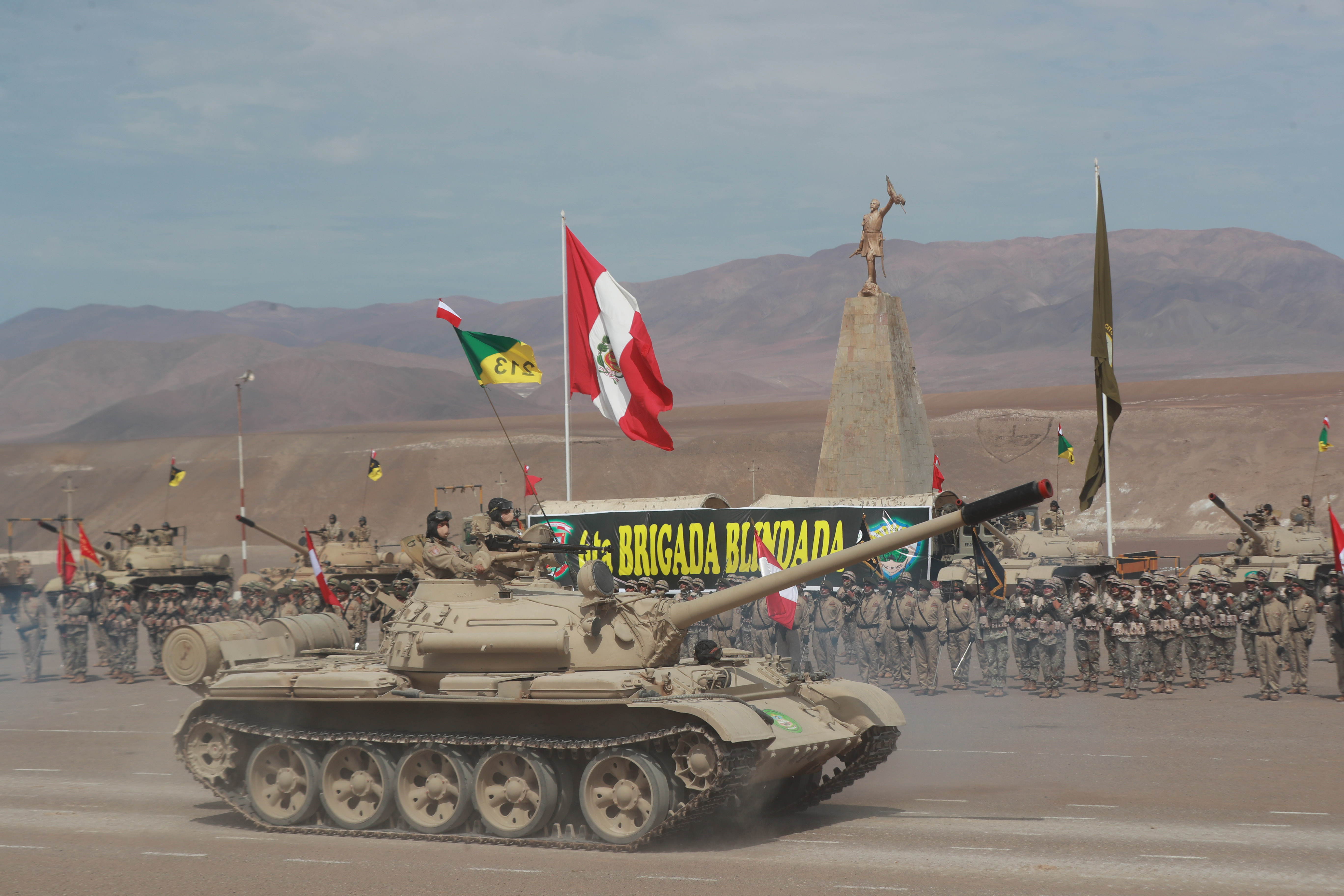
Peruanischer T-55 Kampfpanzer

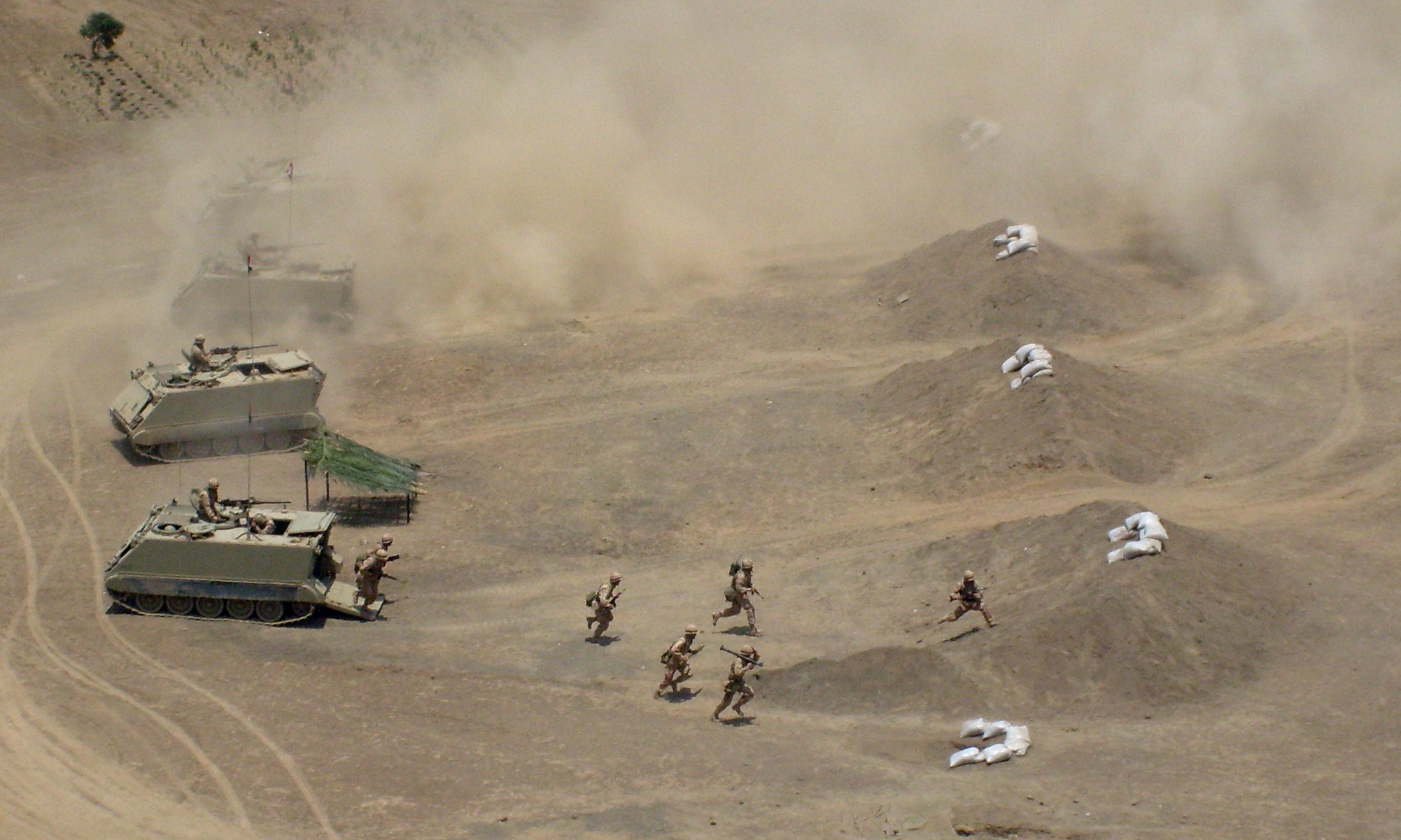
Peruanische Soldaten trainieren mit M113 Mannschaftstransportern

| Typ         | Herkunft            | Funktion                         | Version  | Anzahl | Anmerkungen            |
| ----------- | ------------------- | -------------------------------- | -------- | ------ | ---------------------- |
| T-55        | Sowjetunion         | Kampfpanzer                      |          | 165    | 75 weitere eingelagert |
| AMX-13      | Frankreich          | Leichter Panzer                  |          | 96     |                        |
| BRDM-2      | Sowjetunion         | Spähpanzer                       |          | 30     |                        |
| M3          | Vereinigte Staaten  | Spähpanzer                       | M9A1     | 50     |                        |
| Fiat CM6614 | Italien             | MannschaftstransporterSpähpanzer | 66146616 | 2515   |                        |
| M113        | Vereinigte Staaten  | Mannschaftstransporter           | M113A1   | 120    |                        |
| UR-416      | Deutschland         | Mannschaftstransporter           |          | 150    |                        |
| M578        | Vereinigte Staaten  | Bergepanzer                      |          |        |                        |
| GQL-111     | Volksrepublik China | Brückenlegepanzer                |          |        |                        |

### Artillerie
| Typ                       | Herkunft            | Funktion              | Version | Anzahl | Anmerkungen |
| ------------------------- | ------------------- | --------------------- | ------- | ------ | ----------- |
| M109                      | Vereinigte Staaten  | 155-mm-Panzerhaubitze | M109A2  | 12     |             |
| M2                        | Vereinigte Staaten  | 105-mm-Haubitze       | M2A1    | 24     |             |
| M101                      | Vereinigte Staaten  | 105-mm-Haubitze       |         | 44     |             |
| Gebirgshaubitze Modell 56 | Italien             | 105-mm-Haubitze       |         | 24     |             |
| M-56                      | Jugoslawien         | 105-mm-Haubitze       |         | 60     |             |
| D-30                      | Sowjetunion         | 122-mm-Haubitze       |         | 36     |             |
| M114                      | Vereinigte Staaten  | 155-mm-Haubitze       |         | 36     |             |
| Modèle 50                 | Frankreich          | 155-mm-Haubitze       |         | 30     |             |
| M-46                      | Sowjetunion         | 130-mm-Kanone         |         | 36     |             |
| BM-21                     | Sowjetunion         | Mehrfachraketenwerfer |         | 22     |             |
| PHL-81                    | Volksrepublik China | Mehrfachraketenwerfer | Typ 90B | 13     |             |
| M106                      | Vereinigte Staaten  | Panzermörser          | M106A1  | 24     |             |

Des Weiteren verfügt das Heer über 650 weitere Mörser.

### Panzer- und Flugabwehrwaffen

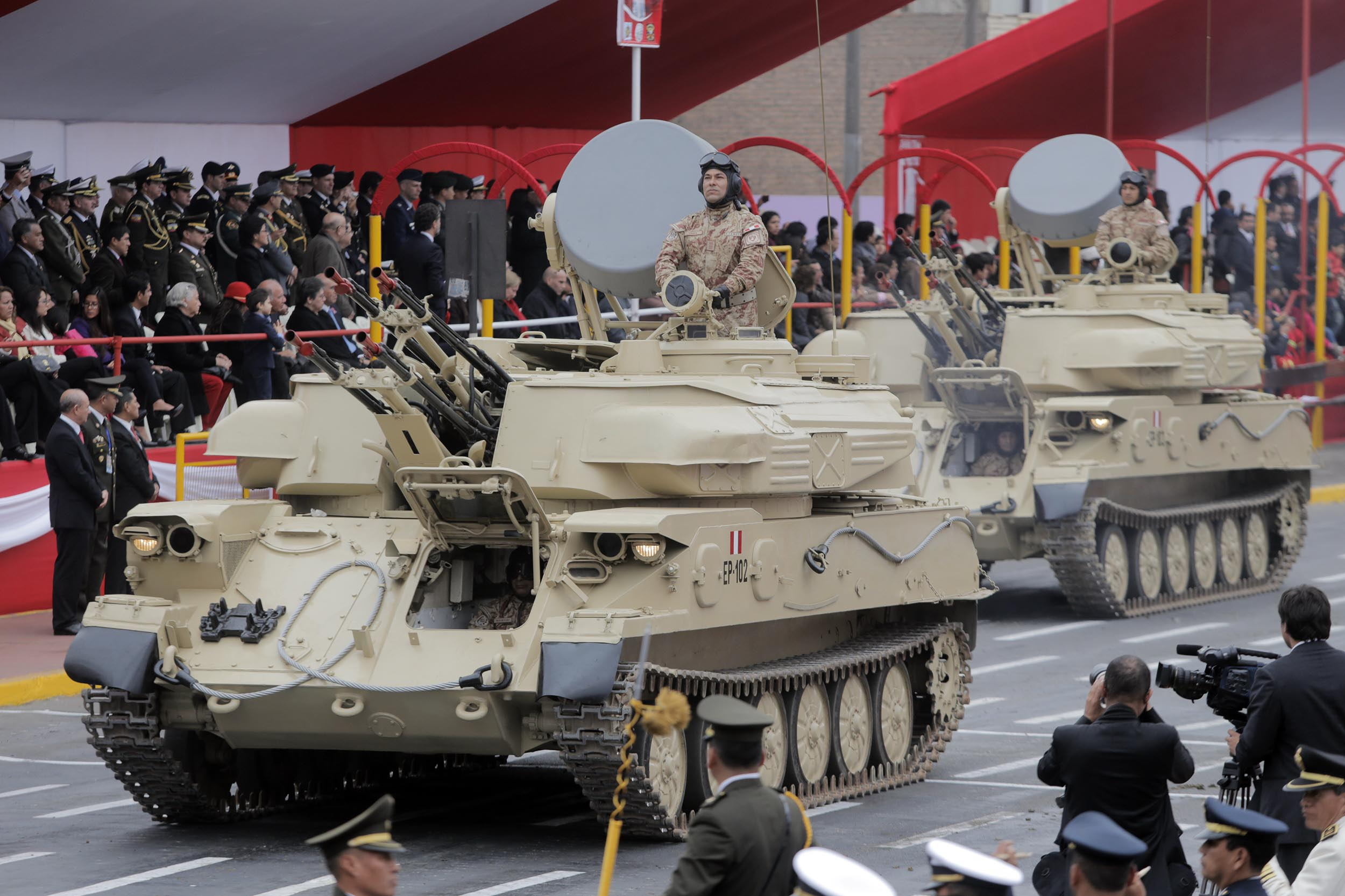
ZSU-23-4 bei einer Parade

| Typ           | Herkunft                        | Funktion                | Version      | Anzahl | Anmerkungen                                    |
| ------------- | ------------------------------- | ----------------------- | ------------ | ------ | ---------------------------------------------- |
| 9K11 Maljutka | Sowjetunion Volksrepublik China | Panzerabwehrlenkwaffe   | 9K11HJ-73C   |        |                                                |
| 9K135 Kornet  | Sowjetunion                     | Panzerabwehrlenkwaffe   | Kornet E     |        | 22 HMMWVs sind mit diesen Raketen ausgestattet |
| Spike         | Israel                          | Panzerabwehrlenkwaffe   | Spike ER     |        |                                                |
| M40           | Vereinigte Staaten              | Rückstoßfreies Geschütz | M40A1        |        |                                                |
| 9K32 Strela-2 | Sowjetunion                     | MANPADS                 |              |        |                                                |
| 9K34 Strela-3 | Sowjetunion                     | MANPADS                 |              |        |                                                |
| 9K310 Igla-1  | Sowjetunion                     | MANPADS                 |              |        |                                                |
| ZSU-23-4      | Sowjetunion                     | Flugabwehrpanzer        |              | 35     |                                                |
| SU-23         | Polen Sowjetunion               | Flugabwehrkanone        | ZU-23-2ZU-23 | 8050   |                                                |

### Luftfahrzeuge

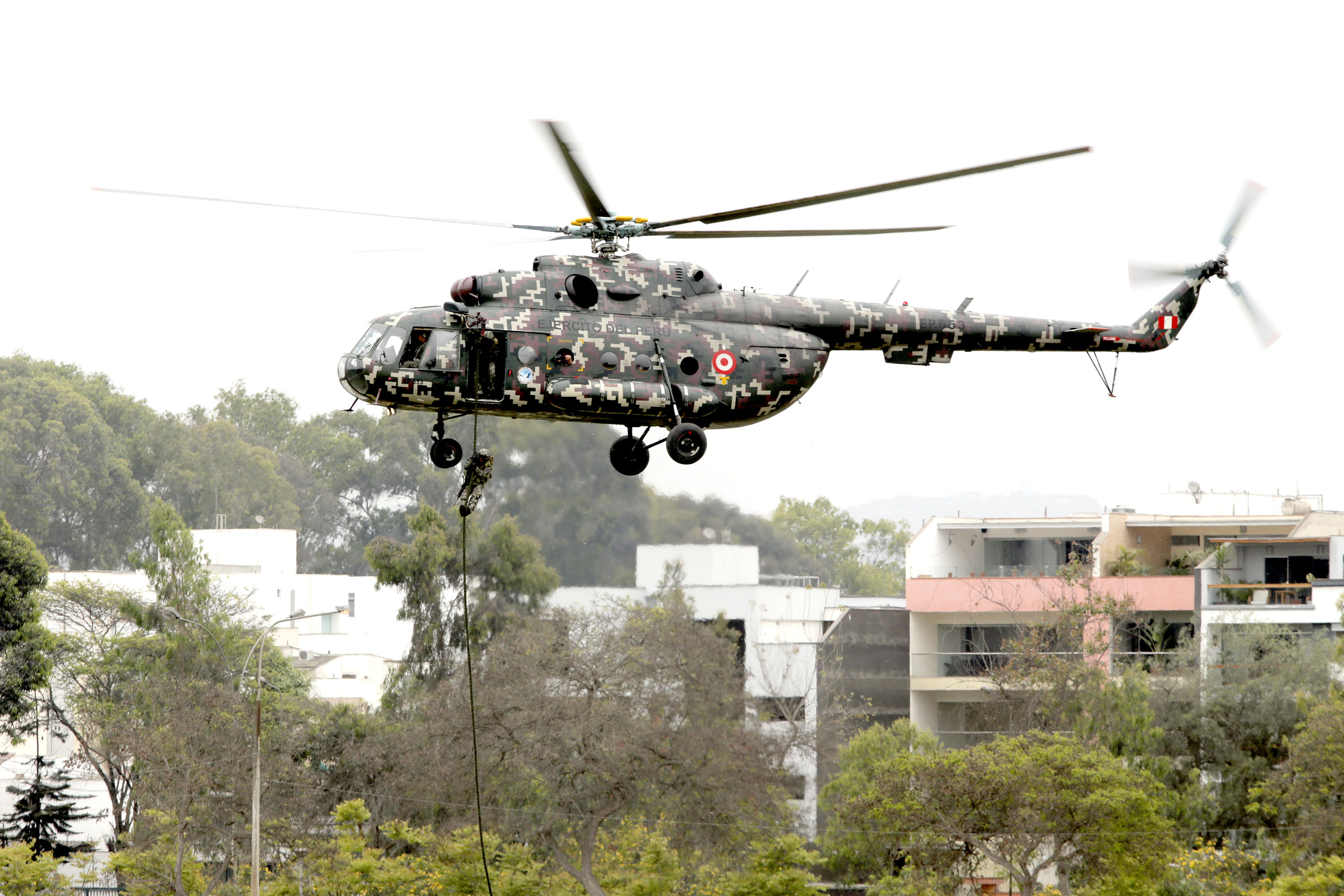
Mil Mi-8 der Peruanischen Armee

| Typ                   | Herkunft           | Funktion              | Version      | Anzahl    | Anmerkungen |
| Flugzeuge             | Flugzeuge          | Flugzeuge             | Flugzeuge    | Flugzeuge | Flugzeuge   |
| --------------------- | ------------------ | --------------------- | ------------ | --------- | ----------- |
| Antonow An-32         | Sowjetunion        | Transportflugzeug     |              | 2         |             |
| Beechcraft 1900       | Vereinigte Staaten | Transportflugzeug     |              | 1         |             |
| Cessna 208            | Vereinigte Staaten | Transportflugzeug     |              | 1         |             |
| Cessna Citation Excel | Vereinigte Staaten | Transportflugzeug     | XLS          | 1         |             |
| Beechcraft King Air   | Vereinigte Staaten | Transportflugzeug     | King Air 350 | 1         |             |
| Hubschrauber          |                    |                       |              |           |             |
| AgustaWestland AW109  | Italien            | Mehrzweckhubschrauber |              | 1         |             |
| Mil Mi-2              | Sowjetunion        | Mehrzweckhubschrauber |              | 1         |             |
| Mil Mi-8              | Sowjetunion        | Mehrzweckhubschrauber | Mi-17Mi-171  | 43        |             |
| Enstrom F-28          | Vereinigte Staaten | Schulungshubschrauber | F-28280      | 21        |             |
| Robinson R44          | Vereinigte Staaten | Schulungshubschrauber |              | 1         |             |